# 朱見𣹟
鄭定王朱見𣹟（1464年—1503年），明朝藩王鄭簡王朱祁鍈庶第四子，明仁宗朱高熾曾孫。
他在成化十年（1474年）受封東垣王，曾因为宠信奸佞而被朝廷斥责，戴民巾读书习礼。最终在弘治十六年（1503年）過世，諡號端惠。
由於第三代鄭王鄭康王朱祐枔無子，因此其子朱祐檡在正德四年（1509年）晉封鄭王，他也被追封鄭王，諡號定。